# 現代西アラム語
現代西アラム語はアフロ・アジア語族中のセム語派に属する言語である。現代アラム語のひとつである。

## 概説
レバノンとシリアの国境にあるアンチレバノン山脈中の3つの村、マアルーラ（Ma'loula）、バフア（Bakh'a）、ジュッブ・アディーン（Jubb'adin）で話されている。
シリア内戦中の2013年9月、マアルーラがイスラム過激派に占拠され、西アラム語の消滅が懸念されている。